# Chrysops excitans
Chrysops excitans är en tvåvingeart som beskrevs av Walker 1850. Chrysops excitans ingår i släktet Chrysops och familjen bromsar. Inga underarter finns listade i Catalogue of Life.